# チャーリー・ダミリオ
チャーリー・ダミリオ（Charli D'Amelio, 本名: Charli Grace D'Amelio, 2004年5月1日 - ）は、アメリカ合衆国のTikToker、ダンサーである。彼女は2019年にTikTokにダンス動画のアップロードを開始し、2020年3月に彼女はTikTokで最もフォローされるアカウントを所有することとなった。2021年1月の時点で、1億人以上が彼女のアカウントをフォローしている。

## 経歴
ダミリオは2019年6月にプラットフォームへの短いダンスビデオのアップロードを開始した。2020年1月、彼女はハリウッドの代理店UTAに雇用された。
ダミリオは、2020年6月に米国でリリースされた2019年のアニメーション子供向け映画『スタードッグ&ターボキャット』でティンカー役に声優として抜擢され、長編映画での自身の最初の役割を果たした。

## 私生活
- 彼女の家族には、政治家であり父親であるマーク・ダミリオ、母親であるハイジ・ダミリオ、そして彼女の姉であるディキシー・ダミリオがいる[5]。
- ダミリオは同じくTikTokスターのチェイス・ハドソンと2020年1月に交際を開始したものの、同年4月14日に破局を発表した[6]。

## 出演作品
| 公開年 | 作品名                                                          | 役名     |                  |
| ------ | --------------------------------------------------------------- | -------- | ---------------- |
| 2019   | スタードッグ&ターボキャット                                     | Tinker   | 声の出演         |
| 2020   | The Disney Family Singalong                                     | 彼女自身 | テレビスペシャル |
| 2020   | Graduate Together: America Honors the High School Class of 2020 | 彼女自身 | テレビスペシャル |